# Perla de San Martín
Perla de San Martín är en ort i Mexiko.   Den ligger i kommunen Catemaco och delstaten Veracruz, i den sydöstra delen av landet, 400 km öster om huvudstaden Mexico City. Perla de San Martín ligger 785 meter över havet och antalet invånare är 258.
Terrängen runt Perla de San Martín är bergig. Runt Perla de San Martín är det ganska tätbefolkat, med 83 invånare per kvadratkilometer. Närmaste större samhälle är San Andres Tuxtla, 14,1 km sydväst om Perla de San Martín. Omgivningarna runt Perla de San Martín är en mosaik av jordbruksmark och naturlig växtlighet.